# Номура, Августин Дзюнъити
Августин Дзюнъити Номура (род. 20.11.1937 г., Япония) — католический прелат, епископ Нагои с 5 апреля 1993 года по 29 марта 2015 года.

## Биография
19 декабря 1964 года Августин Дзюнъити Номура был рукоположён в священника.
5 апреля 1993 года Римский папа Иоанн Павел II назначил Августина Дзюнъити Номуру епископом Нагои. 4 июля 1993 года состоялось рукоположение Августина Дзюнъити Номуры в епископа, которое совершил архиепископ Нагасаки Франциск Ксаверий Канамэ Симамото в сослужении с архиепископом Осаки Павлом Хисао Ясудой и епископом Нагои Алоизием Нобуо Сомой.